# Heinrich Michael Neustetter
Heinrich Michael Neustetter (* 14. Juni 1874 in Wien; † 13. Februar 1958 in Offenhausen) war ein österreichischer Entomologe und Insektenhändler.

## Leben
Heinrich Neustetter sammelte und bearbeitete Schmetterlinge mit Schwerpunktsetzung auf Edelfalter aus der Unterfamilie der Passionsblumenfalter (Heliconiinae) und veröffentlichte während der Zeit seines wissenschaftlichen Wirkens in der Zeit von 1900 bis 1956 zahlreiche Publikationen zu diesem Forschungsgebiet.
Er war seit der Gründung 1916 Mitglied der Wiener Entomologischen Gesellschaft.
Heinrich Neustetter ist unter anderem Erstbeschreiber des Edelfalters Cymothoe excelsa Neustetter, 1912.
Seine Lepidopteren-Sammlung inkl. seiner Heliconiinae-Spezialsammlung mit ca. 1400 Exponaten kam an das Naturhistorische Museum Wien.

## Schriften (Auswahl)
- Beitrag zur Macrolepidopteren-Fauna von Kärnthen. In: Jahresberichte Wiener entomologischer Verein, 10, 1900, S. 29–59 (zobodat.at [PDF])
- Neue oder wenig bekannte Cymothoe Arten. In: Deutsche Entomologische Zeitschrift Iris, 26, 1912, S. 167–185 (biodiversitylibrary.org)
- Neue Heliconius-Formen. In: Zeitschrift des Österreichischen Entomologischen Vereins, 10, 1925, S. 11–14 (zobodat.at [PDF])